# Tarucus bowkeri
Espèce
Tarucus bowkeri est une espèce d'insectes lépidoptères de la famille des Lycaenidae et de la sous-famille des Polyommatinae.

## Noms vernaculaires
En anglais, l'espèce est appelée Bowker’s Blue.

## Systématique
L'espèce Tarucus bowkeri a été décrite par l'entomologiste britannique et sud-africain Roland Trimen en 1853, sous le nom initial de Lycaena bowkeri.

### Sous-espèces
- Tarucus bowkeri bowkeri
- Tarucus bowkeri transvaalensis Quickelberge, 1972

## Description
C'est un très petit papillon qui présente un dimorphisme sexuel le dessus est bleu vif chez le mâle avec une frange à damiers blancs et gris, et chez la femelle le dessus est gris beige orné de taches blanches et très largement suffusé de bleu vif.
Le revers est blanc crème orné de points ocre cerclés de marron.

## Biologie

### Période de vol et hivernation
Il vole en plusieurs générations, d'octobre à mars.

### Plantes hôtes
Sa plante hôte est Phylica paniculata.

## Écologie et distribution
Il est présent sur la côte pacifique de l'Afrique du Sud.

### Biotope
Il est présent dans les zones montagneuses boisées.

### Protection
Non connu